# Dorcadion pedestre
Dorcadion pedestre — вид жуків з родини вусачів.

## Опис
Жук довжиною від 11 до 16 мм, має чорне забарвлення. Перший сегмент антен і ноги — червоні, надкрила з білою шовною, тьмяною, крайовою і дещо плечовою смугою на вершині.

## Підвиди
- Підвид: Dorcadion pedestre kaszabi (Breuning, 1956) — поширений в Греції
- Підвид: Dorcadion pedestre pedestre (Poda, 1761) — широко поширений в Європі.